# Palmdale (Kalifornia)
Palmdale város az USA Kalifornia államában, Los Angeles megyében. Lakosainak száma 169 450 fő (2020. április 1.).

## Népesség
A település népességének változása:
| Lakosok száma | 11 522 | 152 750 | 169 450 |
|               | 1960   | 2010    | 2020    |